# Зграда грађанске штедионице у Београду
Зграда грађанске штедионице је била зграда која се налазила у улици Светозара Марковића 43 у београдској општини Савски венац. Изграђена је 1929. године по пројекту архитекте Стевана Толбара, а срушена 2023. године.

## Историјат
Крајем 19. века у Србији се отварају прве фабрике и држава доживљава индустријску револуцију. Развој индустрије узроковао је и развој банкарства, па се у наредним деценијама основао читав низ банака и штедионица. Једна од њих била је Грађанска штедионица, основана 1905. године у Београду.
Током свог постојања спадала је у категорију средње великих београдских новчаних завода, а у своју имовину, поред акција и кредита, убрајала је и низ плацева на врло атрактивним београдским локацијама. Један од тих плацева био је на адреси Светозара Марковића 43, тада у Студеничкој улици, а он је одабран за изградњу новог здања штедионице.

## Опште информације
Иако је првобитна намера била да се стара и трошна зграда на самом углу сруши, план је промењен и ново здање сазидано је у наставку, на броју 43. За архитекту је одабаран инжењер Стеван Тоболар, који је пре тога учествовао у изградњи представништа Првог паробродског друштва у Београду.
Изградња објекта започела је 1929. године, а замишљена је као пословно-стамбени пројекат. У приземљу зграде била је смештена експозитура Штедионице, као и пратеће пословне просторије. На преостала три спрата смештена су по под два троипособна стана, формирана по угледу на тзв. „београдски стан”. У овим становима, централна просторија био је антре из кога се улазио у остале собе, распоређене према намени - с једне стране су се налазиле кухиња, трпезарија, остава и помоћне просторије, док је са друге стране био салон, спаваће и радне собе. Станови у овој згради били су намењени службеницима банке, као и за рентирање.
Иако је тих година у архитектури Београда већ почео да се осећа утицај модернизма и поред изузетно модерне структуре и релативно сведене фасаде, сама фасада зграде је пример позног академизма. Симетрично постављени балкони са богатом оградом, колосални високи стубови који истичу елегантне вертикале зграде, те истурени венац који подсећа на античке храмове украшен цветним орнаментима, мајсторски су осмишљени како би се исказала богатство, озбиљност  и сигурност које је сама Штедионица хтела да презенутује својим клијентима. Утисак монументалности и просперитета посебно је појачан фигуром Меркура која се налазила на прочељу зграде између другог и трећег спрата. Импозантна фигура приказивала је античког бога у како стоји на Земаљској кугли, у једној руци држећи жезло обавијено змијама, а у другој кожну врећу. Његов изглед био је употпуњен плаштом и шлемом са крилима, препознатљивим симболима божјег гласника.
Зграда је била седиште Штедионице све до Другог светског рата. У послератном периоду, Грађанска штедионица је престала са радом, а просторије експозитуре су добиле нову намену. До рушења 20. августа 2023. на овом простору налазили су се кафеи са погледом на парк Мањеж.
Ова зграда, заједно са комплексом околних зграда била је део целине Западни Врачар и до 25. децембра 2020. године била заштићена као споменик културе Републике Србије од стране Завода за заштиту споменика културе града Београда, а називали су је „симболом економског успона Београда 19. века”. Српски медији Време и N1 описали су ову зграду као „пример позног академизма, монументалне фасаде са симетричним балконима, колосалним стубовима, истуреним венцом украшеним цветним орнаментима и фигуром римског бога трговине и путовања Меркура, на централном делу”.
У време када су се на простору срушених зграда на овом потезу, укључујући и Зграду грађанске штедионице зидале нове зграде, Представници Центра за урбани развој затражили да се врате аутентичне фасаде вобјеката у Улици Светозара Марковића на Славији које су срушене. Ову иницјативу подржала је и глумица Светлана Бојковић, али она није примењена. Део медија и јавности осудио је рушење овог објекта.